# أليستر باترسون
أليستر باترسون هو سياسي أسترالي، ولد في 14 مارس 1959. انتخب عضو الجمعية التشريعية  في فيكتوريا ‏.